# Amegilla subsalteri
Amegilla subsalteri là một loài Hymenoptera trong họ Apidae. Loài này được Rayment mô tả khoa học năm 1947.